# Cláudio Veiga
Cláudio de Andrade Veiga (Salvador, 28 de maio de 1927 — Salvador, 29 de março de 2011) foi um professor, tradutor  e escritor, brasileiro, imortal da cadeira número 9 da Academia de Letras da Bahia  e seu presidente por vários mandatos ao longo de quase 26 anos. 

## Biografia
Natural de Salvador, nasceu em 28 de maio de 1927,  filho de Cláudio Mota da Veiga e de Otávia Andrade Veiga, casado com Mary Coelho Veiga, com quem teve 6 filhos: Francisco Eugênio, Fátima, Teresa, Cláudio, Paulo e André. 
Doutor em Letras e professor emérito da Universidade Federal da Bahia, inicialmente escreveu uma série de livros sobre língua e literatura francesas e trabalhos de literatura comparada como Aproximações e a biografia de Caetano Lopes Moura Um brasileiro soldado de Napoleão, sobre o escritor brasileiro radicado na França e médico militar nas guerras napoleônicas. 
Entre suas obras estão: 
- Das pequenas cartas de Pascal (1954);
- A comparação e as provinciais(1957);
- Aspecto de Pascal escritor (1959); Gramática Nova do Francês (1965); Castro Alves Guia da Categral (1966);
- Textos Franceses (1966); Camões e Ronsard (1972);
- Mini-antologia da poesia francesa(1972);
- Ode ao Dois de Julho: A liberdade guiando o povo (1973);
- Um brasileiro soldado de Napoleão (1979);
- Aproximações-estudos de literatura comparada (1979); Sete tons de uma poesia maior(1984);
- Um retrato da Bahia em 1904 (1986);
- Antologia da poesia francesa – Do século IX ao século XX (1991);
- Atravessando um século (1993); Morte de alguém (1995);
- Um brasilianista francês (1988)
- Um estudante em Paris (2004).[1][2][3][4][5][6]

Em de 1978, tomou posse como imortal da Academia de Letras da Bahia, Cadeira 9, sucedendo a Machado Neto. Presidente da entidade desde 1980, por quase 26 anos. 
Morreu em Salvador aos 84 anos, de enfarto, em 29 de março de 2011. 